# Distrofia de Fuchs
Distrofia de Fuchs, também conhecida como distrofia endotelial de Fuchs, é uma doença da córnea lentamente progressiva que geralmente afeta ambos os olhos e é um pouco mais comum em mulheres do que em homens; em geral, quando manifestada no homem, é sempre associada a algum outro tipo de distrofia (como a Distrofia Daltônica). Embora os médicos possam frequentemente observar sinais precoces da distrofia de Fuchs em pessoas na faixa dos 20 a 30 anos de idade, a doença raramente afeta a visão até a pessoa atingir a idade dos 50 e 60 anos.
Esta distrofia é transmitida dos progenitores aos seus descendentes, sendo que em algumas famílias é herdada de forma autossômica dominante. Isso significa que, mesmo que nenhum dos progenitores tenha a doença, os filhos apresentam 50% de chances de desenvolver a condição, caso os pais sejam portadores do gene carregador da distrofia.
Esta patologia acomete a delgada membrana de Descemet, que recobrem a parte posterior da córnea, ocasionando a morte das células presentes nesta camada, que auxiliam no transporte do fluido que se encontra em excesso na córnea. Deste modo, sem o adequado funcionamento desta bomba, o líquido acumula-se na córnea, resultando em edema e opacidade da córnea.
Portadores desta distrofia podem manifestar inicialmente uma visão turva ao acordar, que vai gradualmente tornando-se mais clara durante o dia. Esse fato decorre de uma maior retenção de líquidos durante o sono que, com o passar das horas, se evaporam no filme lacrimal, enquanto a pessoa está acordada. Ao passo que a doença evolui, o edema permanecerá constante, diminuindo a visão durante o dia. O paciente também pode apresentar dor nos olhos e sensibilidade à luz.
O diagnóstico desta afecção pode ser alcançado por meio do exame da lâmpada de fenda. Dentre outros exames que podem auxiliar no diagnóstico estão:
```
   Paquimetria: mede a espessura da córnea;
   Exame microscópio especular: possibilita a visualização da membrana de Descemet;
   Teste de 
acuidade visual
.
```

Até o momento, não existe um tratamento eficaz para frear a progressão da distrofia de Fuchs. Contudo, podem ser utilizados colírios e pomadas, objetivando aliviar os sintomas. No caso do surgimento de úlceras dolorosas na córnea, o uso de lentes de contato gelatinosas pode amenizar a dor. A única solução permanente para esta doença é o transplante de córnea.